# Bosnië Medaille

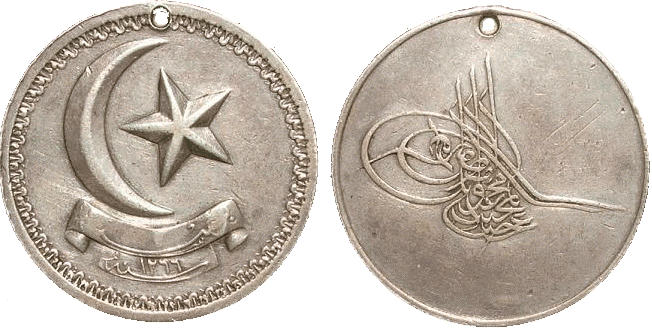
Bosna Madalyası

De "Bosna Madalyası", werd in 1850 door de Turkse Sultan Abdülmecit de Eerste (1839-1861) ingesteld. Deze campagnemedaille herdacht de onderdrukking van een kleine opstand van Bosnische feodale landheren. De Turken onderdrukten de Bosniërs maar de landheren mochten ongestoord tienden en andere belastingen heffen op hun grote domeinen. Pogingen van de Sultan om een modern belastingsysteem in te voeren deden de Bosnische magnaten naar de wapens grijpen. De opstand werd met succes onderdrukt.
Er werden medailles in ten minste twee graden verleend.
Voor de Turkse officieren en soldaten waren er gouden en zilveren medailles, ieder met een doorsnede van 36 millimeter. De medailles waren dus groter dan de andere Turkse campagnemedailles.
- De bronzen medaille met een doorsnede van 39 millimeter zijn wel bewaard gebleven maar misschien nooit uitgereikt. De vergulde zilveren medailles zijn misschien niet origineel. Het kan om een persoonlijk initiatief van een officier zijn gegaan die zijn medaille heeft laten verfraaien.

Op de voorzijde van de medaille staat de tughra van Sultan Abdülmecit I en op de keerzijde een ster met halve maan met daaronder de in het Arabisch gestelde inschrift "Bosnië 1266". Het lint voor de medailles was zoals gebruikelijk zalmrood met groene boorden. Alle medailles werden doorboord om ze zo aan het lint te kunnen hangen.
Medailles en eretekens van het Ottomaanse Rijk

Chelengk · 
Orde van het Huis van Osman · 
Orde van het Verheven Portret · 
Orde van de Halve Maan · 
Orde van de Glorie · 
Orde van de Eer · 
Hoge Orde van de Eer · 
Orde van Osmanie · 
Orde van Mejidie · 
Orde van Liefdadigheid · 
Orde van Onderwijs · 
Orde van het Ottomaanse Parlement · 
Orde van Verdienste voor de Landbouw ·
Medaille van de Orde van de Eer · 
Liyakat Medaille · 
IJzeren Halve Maan · 
De lijst van 21 Turkse campagnemedailles

Medailles en ertetekens van de Turkse Republiek

Turkse Onafhankelijkheidsmedaille · 
Orde van Verdienste van de Turkse Strijdkrachten · 
Legioen van Aanbeveling van de Turkse Strijdkrachten · 
Legioen van Eer van de Turkse Strijdkrachten · 
Legioen van Verdienste van de Turkse Strijdkrachten · 
Medaille van Eer van de Turkse Strijdkrachten · 
Medaille van de Strijdkrachten voor Belangrijke Diensten · 
Medaille van de Strijdkrachten voor Opvallende Moed en Zelfopoffering · 
Medaille voor Eervolle Vermelding van de Turkse Strijdkrachten · 
Medaille voor Prestaties van de Turkse Strijdkrachten